# Agrias subreducta
Agrias subreducta är en fjärilsart som beskrevs av Le Moult 1926. Agrias subreducta ingår i släktet Agrias och familjen praktfjärilar. Inga underarter finns listade i Catalogue of Life.